# Sluice

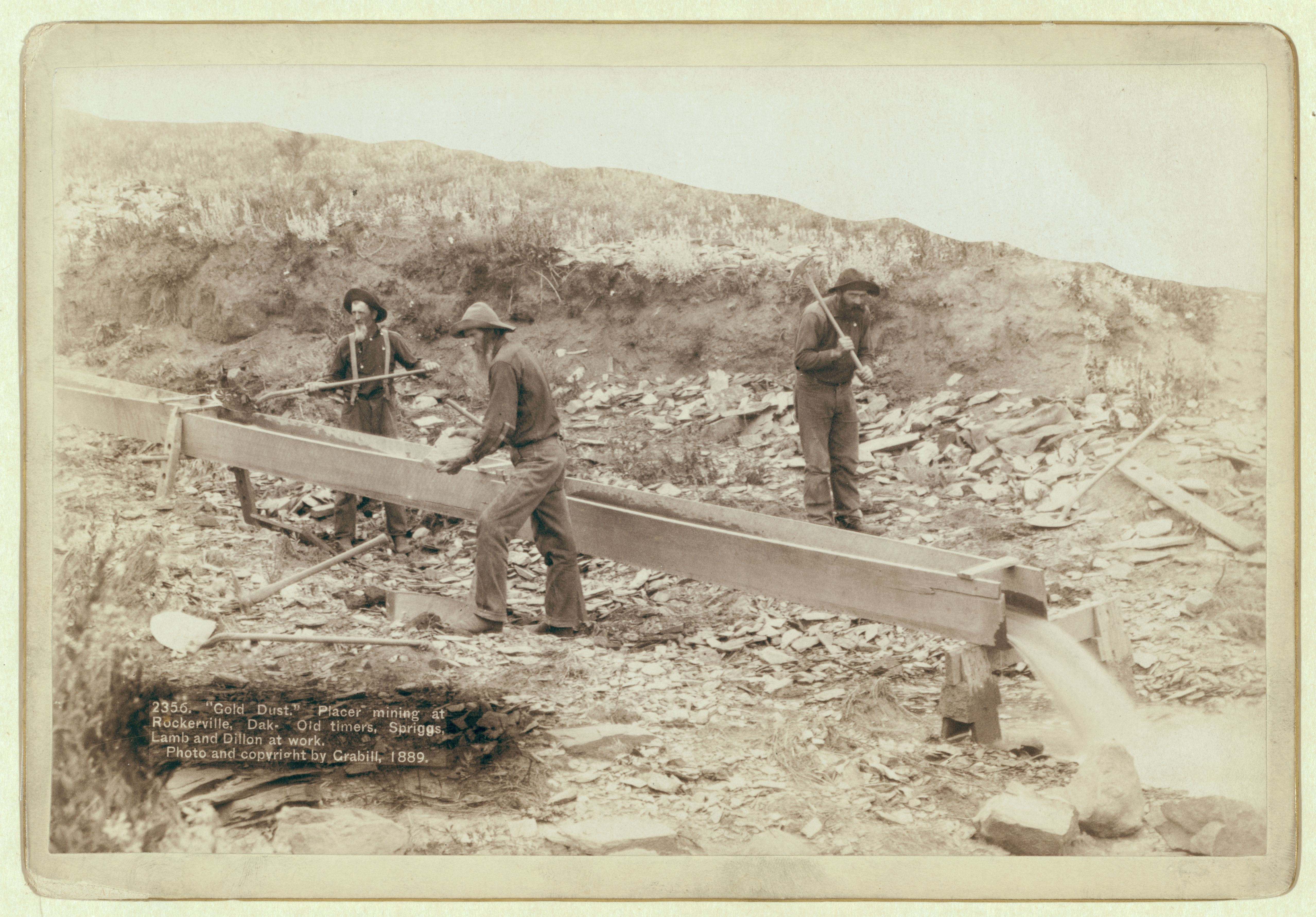
Rampe de lavage dans le Dakota en 1889

Le sluice ou rampe de lavage est un canal ou un ensemble de plans inclinés, le plus souvent en bois, garni de tapis ou de moquette et de tasseaux, dans lequel on fait passer les alluvions aurifères pour en extraire l'or.
Il est utilisé dans l'orpaillage pour laver les alluvions aurifères et permettre de classer par densité différents matériaux de même taille.
Par extension, en ingénierie, un sluice est un chenal canalisant et agissant sur de l'eau chargée en particules. C'est ainsi un ensemble de « plans inclinés qui permettent de classer par densité différents matériaux de même taille ». On trouve aussi ce mot dans certaines applications très spécifiques (comme dans les laminoirs à chaud, où ce terme désigne la rigole collectant les eaux chargées en batitures).